# روسكو شيلتون
روسكو شيلتون (بالإنجليزية: Roscoe Shelton)‏ هو مغني أمريكي، ولد في 22 أغسطس 1931 في تينيسي في الولايات المتحدة، وتوفي في 27 يوليو 2002 في ناشفيل في الولايات المتحدة بسبب سرطان.

## وصلات خارجية
- روسكو شيلتون على موقع ميوزك برينز (الإنجليزية)
- روسكو شيلتون على موقع ديسكوغز (الإنجليزية)